# Coppa centroamericana 2013
La Coppa centroamericana 2013 (UNCAF Nations Cup 2013) è la dodicesima edizione della Coppa delle nazioni UNCAF (la seconda con il nome di Coppa centroamericana), la competizione calcistica per nazione organizzata dall'UNCAF. La competizione si svolge in Costa Rica dal 18 al 27 gennaio 2013 e vede la partecipazione di sette squadre: Belize, Costa Rica, El Salvador, Guatemala, Honduras, Nicaragua e Panama. Il torneo, che si tiene ogni due anni a partire dal 1991, vale anche come qualificazione per la CONCACAF Gold Cup.

## Formula
- Qualificazioni

Nessuna fase di qualificazione. Le squadre sono qualificate direttamente alla fase finale.
- Fase Finale

Fase a gruppi - 7 squadre, divise in due gruppi (uno da quattro squadre e uno da tre squadre). Giocano partite di sola andata, la prima e la seconda classificata si qualificano alle semifinali. Le prime due classificate si qualificano anche alla fase finale della CONCACAF Gold Cup 2013. Le terze classificate effettuano uno spareggio per un posto alla CONCACAF Gold Cup 2013.
Fase a eliminazione diretta - 4 squadre, giocano semifinale e finale con partite di sola andata. La vincente si laurea campione UNCAF.

## Stadi
| San José                       | San José (Costa Rica) |
| ------------------------------ | --------------------- |
| Estadio Nacional de Costa Rica | San José (Costa Rica) |
| Capienza: 35.100               | San José (Costa Rica) |
|                                | San José (Costa Rica) |

## Squadre partecipanti
| Pr. | Squadra     | Data di qualificazione certa | Partecipante in quanto                                         | Partecipazioni precedenti al torneo                                   | Ultima presenza |
| --- | ----------- | ---------------------------- | -------------------------------------------------------------- | --------------------------------------------------------------------- | --------------- |
| 1   | Costa Rica  | -                            | Rappresentativa della nazione organizzatrice della fase finale | 11 (1991, 1993, 1995, 1997, 1999, 2001, 2003, 2005, 2007, 2009, 2011) | Panama 2011     |
| 2   | Belize      | -                            | Qualificata di diritto                                         | 7 (1995, 1999, 2001, 2005, 2007, 2009, 2011)                          | Panama 2011     |
| 3   | El Salvador | -                            | Qualificata di diritto                                         | 11 (1991, 1993, 1995, 1997, 1999, 2001, 2003, 2005, 2007, 2009, 2011) | Panama 2011     |
| 4   | Guatemala   | -                            | Qualificata di diritto                                         | 10 (1991, 1995, 1997, 1999, 2001, 2003, 2005, 2007, 2009, 2011)       | Panama 2011     |
| 5   | Honduras    | -                            | Qualificata di diritto                                         | 11 (1991, 1993, 1995, 1997, 1999, 2001, 2003, 2005, 2007, 2009, 2011) | Panama 2011     |
| 6   | Nicaragua   | -                            | Qualificata di diritto                                         | 8 (1997, 1999, 2001, 2003, 2005, 2007, 2009, 2011)                    | Panama 2011     |
| 7   | Panama      | -                            | Qualificata di diritto                                         | 9 (1993, 1995, 1997, 2001, 2003, 2005, 2007, 2009, 2011)              | Panama 2011     |

Nella sezione "partecipazioni precedenti al torneo", le date in grassetto indicano che la nazione ha vinto quella edizione del torneo, mentre le date in corsivo indicano la nazione ospitante.

## Fase a gruppi

### Gruppo A

#### Classifica
| Pos. | Squadra    | Pt | G | V | N | P | GF | GS | DR |
| ---- | ---------- | -- | - | - | - | - | -- | -- | -- |
| 1.   | Costa Rica | 7  | 3 | 2 | 1 | 0 | 4  | 1  | +3 |
| 2.   | Belize     | 4  | 3 | 1 | 1 | 1 | 2  | 2  | 0  |
| 3.   | Guatemala  | 3  | 3 | 0 | 3 | 0 | 2  | 2  | 0  |
| 4.   | Nicaragua  | 1  | 3 | 0 | 1 | 2 | 2  | 5  | -3 |

Costa Rica e Belize qualificate alle semifinali e alla CONCACAF Gold Cup 2013.
Guatemala accede allo spareggio per la CONCACAF Gold Cup 2013.

#### Risultati
| Arbitro: | Aguilar |

|              |           |             |
| Espinoza 67’ | Marcatori | 40’ Quijano |

| Arbitro: | Rodríguez |

|             |           |  |
| Arrieta 53’ | Marcatori |  |

| San José 20 gennaio 2013, ore 14:00 UTC-6 | Belize  | 0 – 0 referto | Guatemala | Estadio Nacional de Costa Rica (250 spett.)\| Arbitro: \| Bonilla \| |
| Arbitro:                                  | Bonilla |               |           |                                                                      |

| Arbitro: | Moreno |

|                     |           |  |
| Lagos 7’ Borges 86’ | Marcatori |  |

| Arbitro: | Aguilar |

|              |           |                           |
| Figueroa 85’ | Marcatori | 29’ Lennan 90+1’ McCaulay |

| Arbitro: | Rodríguez |

|             |           |               |
| Arrieta 11’ | Marcatori | 90’ Contreras |

### Gruppo B

#### Classifica
| Pos. | Squadra     | Pt | G | V | N | P | GF | GS | DR |
| ---- | ----------- | -- | - | - | - | - | -- | -- | -- |
| 1.   | Honduras    | 2  | 2 | 0 | 2 | 0 | 2  | 2  | 0  |
| 2.   | El Salvador | 2  | 2 | 0 | 2 | 0 | 1  | 1  | 0  |
| 3.   | Panama      | 2  | 2 | 0 | 2 | 0 | 1  | 1  | 0  |

El Salvador e Panamá hanno concluso il girone in assoluta parità, così le loro posizioni sono state determinate attraverso un sorteggio.
Honduras e El Salvador qualificate alle semifinali e alla CONCACAF Gold Cup 2013.
Panama accede allo spareggio per la CONCACAF Gold Cup 2013.
| Arbitro: | López |

|              |           |            |
| Bengtson 75’ | Marcatori | 78’ Burgos |

| San José 20 gennaio 2013, ore 16:00 UTC-6 | El Salvador | 0 – 0 referto | Panama | Estadio Nacional de Costa Rica (250 spett.)\| Arbitro: \| Quesada \| |
| Arbitro:                                  | Quesada     |               |        |                                                                      |

| Arbitro: | García |

|             |           |            |
| Sánchez 13’ | Marcatori | 31’ Montes |

### Spareggio
| Arbitro: | Quesada |

|           |           |                                     |
| López 75’ | Marcatori | 28’ B. Pérez 55’ Rojas 59’ Quintero |

Panama qualificato alla CONCACAF Gold Cup 2013.

## Fase a eliminazione diretta

### Tabellone
|  | Semifinali  | Semifinali  | Semifinali |            |          | Finale          | Finale          | Finale          |  |
|  |             |             |            |            |          |                 |                 |                 |  |
|  | Honduras    | Honduras    | 1          |            |          |                 |                 |                 |  |
|  | Honduras    | Honduras    | 1          |            |          |                 |                 |                 |  |
|  | Belize      | Belize      | 0          |            |          |                 |                 |                 |  |
|  | Belize      | Belize      | 0          |            | Honduras | Honduras        | 0               |                 |  |
|  |             |             |            |            | Honduras | Honduras        | 0               |                 |  |
|  |             |             | Costa Rica | Costa Rica | 1        |                 |                 |                 |  |
|  | Costa Rica  | Costa Rica  | Costa Rica | Costa Rica | 1        | 1               |                 |                 |  |
|  | Costa Rica  | Costa Rica  |            |            |          | 1               |                 |                 |  |
|  | El Salvador | El Salvador | 0          |            |          | Finale 3º posto | Finale 3º posto | Finale 3º posto |  |
|  | El Salvador | El Salvador | 0          |            |          |                 |                 |                 |  |
|  |             |             |            |            |          |                 |                 |                 |  |
|  |             |             |            |            |          | Belize          | Belize          | 0               |  |
|  |             |             |            |            |          | Belize          | Belize          | 0               |  |
|  |             |             |            |            |          | El Salvador     | El Salvador     | 1               |  |

### Semifinali
| Arbitro: | López |

|              |           |  |
| Beckeles 67’ | Marcatori |  |

| Arbitro: | García |

|             |           |  |
| Wallace 55’ | Marcatori |  |

### Finale 3º posto
| Arbitro: | Vasquez |

|  |           |             |
|  | Marcatori | 50’ Bonilla |

### Finale
| Arbitro: | Aguilar |

|              |           |  |
| González 38’ | Marcatori |  |

| Costa Rica | Honduras |

| COSTA RICA:      |    |                     |
|                  |    |                     |
| POR              | 18 | Patrick Pemberton   |
| DIF              | 3  | Giancarlo González  |
| DIF              | 4  | Michael Umaña       |
| DIF              | 6  | José Salvatierra    |
| DIF              | 7  | Christopher Meneses |
| CEN              | 5  | Celso Borges        |
| CEN              | 7  | Ariel Rodríguez     |
| CEN              | 10 | Osvaldo Rodríguez   |
| CEN              | 20 | Rodney Wallace      |
| ATT              | 21 | Randall Brenes      |
| ATT              | 9  | Álvaro Saborío      |
| Allenatore:      |    |                     |
| Jorge Luis Pinto |    |                     |

| HONDURAS:            |    |                        |
|                      |    |                        |
| GK                   | 22 | Donis Escober          |
| DIF                  | 2  | Brayan Beckeles        |
| DIF                  | 5  | Víctor Bernárdez       |
| DIF                  | 6  | Juan Carlos García     |
| DIF                  | 8  | Arnold Peralta         |
| CEN                  | 10 | Mario Roberto Martínez |
| CEN                  | 11 | Jerry Bengtson         |
| CEN                  | 13 | Juan Pablo Montes      |
| CEN                  | 14 | Óscar García           |
| ATT                  | 19 | Luis Garrido           |
| ATT                  | 21 | Roger Rojas            |
| Allenatore:          |    |                        |
| Luis Fernando Suárez |    |                        |

|  |

## Classifica marcatori
| Gol |  |  | Giocatore             | Squadra     |
| --- |  |  | --------------------- | ----------- |
| 2   |  |  | Jairo Arrieta         | Costa Rica  |
| 1   |  |  | Trevor Lennan         | Belize      |
| 1   |  |  | Deon McCaulay         | Belize      |
| 1   |  |  | Celso Borges          | Costa Rica  |
| 1   |  |  | Giancarlo González    | Costa Rica  |
| 1   |  |  | Cristian Lagos        | Costa Rica  |
| 1   |  |  | Rodney Wallace        | Costa Rica  |
| 1   |  |  | Nelson Bonilla        | El Salvador |
| 1   |  |  | Rafael Burgos         | El Salvador |
| 1   |  |  | José Manuel Contreras | Guatemala   |
| 1   |  |  | David Espinoza        | Guatemala   |
| 1   |  |  | Minor López           | Guatemala   |
| 1   |  |  | Brayan Beckeles       | Honduras    |
| 1   |  |  | Jerry Bengtson        | Honduras    |
| 1   |  |  | Juan Pablo Montes     | Honduras    |
| 1   |  |  | Elvis Figueroa        | Nicaragua   |
| 1   |  |  | Josué Quijano         | Nicaragua   |
| 1   |  |  | Blas Pérez            | Panama      |
| 1   |  |  | Alberto Quintero      | Panama      |
| 1   |  |  | Alcibíades Rojas      | Panama      |
| 1   |  |  | Marcos Sánchez        | Panama      |